# Viorel Smărandache
Viorel Smărandache (n. 2 iulie 1953 – d. 15 decembrie 2018) a fost un fotbalist român care a jucat la Steaua București.